# Pascal Idieder
Pas d'image ? Cliquez ici

a Compétitions nationales et continentales officielles uniquement.

Dernière mise à jour le 15 septembre 2012.
Pascal Idieder, né le 5 février 1982 à Saint-Palais (Pyrénées-Atlantiques), est un joueur français de rugby à XV qui évolue au poste de pilier.

## Carrière
- Jusqu'en 2000[réf. nécessaire] : Union sportive Baigorri
- 2000-2004[réf. nécessaire] : Aviron bayonnais
- 2004-2008 : FC Auch
- 2008-2011 : CA Brive
- entraineur du RC Chameyrat[réf. nécessaire]
- 2015-2018 : entraineur de Inthalatz Larressore[réf. nécessaire]
- depuis 2018 : entraîneur de Peyrehorade[réf. nécessaire]

## Palmarès
- Championnat de France de 2e division : 2007

## Statistiques en équipe nationale
- Équipe de France -18 ans : participation au Tournoi des Six Nations 2000.[réf. nécessaire]
- Équipe de France -19 ans : vice-champion du monde 2001 au Chili, face à la Nouvelle-Zélande.[réf. nécessaire]